# Соколовский, Василий Данилович
Васи́лий Дани́лович Соколо́вский (9 (21) июля 1897, д. Козлики, Белостокский уезд, Гродненская губерния, Российская империя — 10 мая 1968, Москва, РСФСР, СССР) — советский военачальник, Маршал Советского Союза (3 июля 1946), Герой Советского Союза (29.05.1945). Член ЦК КПСС (1952—1961).

## Биография

### Молодость и гражданская война
Родился 9 июля 1897 года в семье крестьян-бедняков в деревне Козлики Белостокского уезда Гродненской губернии, в настоящее время Белостокского повята Подляского воеводства Польши. Белорус.
В 1905 году окончил церковно-приходскую школу и с этого года работал подёнщиком на кожевенном заводе в Заблудово. Несколько лет работал там и усиленно занимался самообразованием. В 1912 году с отличием окончил двухклассную учительскую школу, а в 1918 году окончил Невельскую учительскую семинарию. В годы Первой мировой войны как семинарист призыву в армию не подлежал, но по мобилизации несколько месяцев работал на строительстве оборонительных рубежей в 1915 году.
Во время гражданской войны на военной службе в Красной армии с февраля 1918 года, вступил в неё добровольцем одним из первых.
В мае 1918 года окончил 1-е Московские военно-инструкторские курсы, затем был направлен на Восточный фронт командиром роты во 2-й Уральский полк. С мая 1918 года — командир роты, с июня 1918 года — начальник штаба батальона и инструктор красногвардейского отряда товарища Лапатышкина, с июля 1918 — вновь командир роты 2-го горного Советского полка, с августа — помощник командира полка, с сентября 1918 — исполняющий должность командира полка.

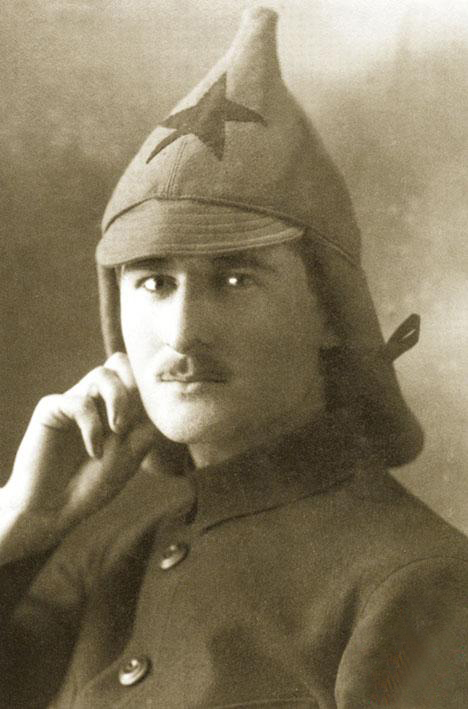
Василий Соколовский. 1919 год

С октября 1918 по июнь 1919 года — слушатель первого набора Военной академии РККА. По окончании первого курса направлен в распоряжение Реввоенсовета 10-й армии (на Царицынском и Кавказском фронтах).
С июня по декабрь 1919 года — старший помощник начальника штаба 32-й стрелковой дивизии и временный командир бригады в этой дивизии Южного фронта. С 19 июля по 7 августа 1919 — начальник Сводной кавалерийской дивизии 5-й армии Восточного фронта. С 6 октября по 16 октября 1919 года — начальник 13-й Сибирской кавалерийской дивизии.
С декабря 1919 по июнь 1920 года — слушатель старшего курса академии. С июня 1920 года — в распоряжении штаба 11-й армии на Северном Кавказе, с августа 1920 — помощник начальника штаба 32-й стрелковой дивизии по оперативной части, с сентября 1920 — временный начальник штаба дивизии.
С ноября 1920 по октябрь 1921 года — вновь слушатель академии, и в конце 1921 года окончил Военную академию РККА в числе трёх лучших выпускников. С октября 1921 по апрель 1922 года — помощник начальника оперативного управления Туркестанского фронта, временно исполняющий должность начальника оперативного отдела штаба Туркестанского фронта. С апреля 1922 — начальник штаба 2-й Туркестанской стрелковой дивизии и Ферганской группы войск. С мая 1924 года — командир 2-й Туркестанской стрелковой дивизии и командующий Ферганской группы войск. Принимал активное участие в боевых действиях против басмачей, где получил пулевое ранение в одном из боёв.
С августа 1924 года — начальник штаба 14-й стрелковой дивизии Московского военного округа. С октября 1926 по июль 1930 года — начальник штаба 9-го стрелкового корпуса в Северо-Кавказском военном округе. В 1928 году окончил Высшие академические курсы при Военной академии РККА имени М. В. Фрунзе. С января 1929 — начальник штаба 5-го стрелкового корпуса в Белорусском военном округе (штаб корпуса — Бобруйск). С июля 1930 по январь 1935 года — командир 43-й стрелковой дивизии Белорусского ВО. С января по май 1935 года — заместитель начальника штаба Приволжского ВО.
С 1931 года член ВКП(б).
С мая 1935 по апрель 1938 года — начальник штаба Уральского военного округа. С апреля 1938 по февраль 1941 года — начальник штаба Московского военного округа.
С февраля по июнь 1941 года В. Д. Соколовский — второй заместитель начальника Генерального штаба РККА по организационно-мобилизационным вопросам.

### Великая Отечественная война
Участник Великой Отечественной войны с первого до последнего дня. С июня по июль 1941 года — первый заместитель начальника Генерального штаба Красной Армии. С июля по сентябрь 1941 года — начальник штаба войск Главного командования Западного направления. С июля 1941 по январь 1942 года — начальник штаба Западного фронта. В первые месяцы войны штаб Западного фронта и Западного направления под руководством В. Д. Соколовского во время Смоленского сражения и Московской битвы, несмотря на некоторые просчёты и ошибки в работе, сумел наладить разведку, организовать инженерные работы на передовых рубежах и в глубине обороны, активно участвовал в планировании, подготовке и проведении Московской наступательной операции 1941—1942 годов и Ржевско-Вяземской операции 1942 года.
С января по 31 марта 1942 года — вновь первый заместитель начальника Генерального штаба Красной Армии. Одновременно с февраля по май 1942 года — начальник штаба войск Западного направления. С мая 1942 по февраль 1943 года — начальник штаба Западного фронта. С февраля 1943 по апрель 1944 года — командующий войсками Западного фронта, войска которого во взаимодействии с другими фронтами провели Ржевско-Вяземскую, Орловскую и Смоленскую операции 1943 года. За неудачи в Оршанской и в Витебской наступательных операциях в апреле 1944 года снят с должности командующего фронтом.
С апреля 1944 по апрель 1945 года — начальник штаба 1-го Украинского фронта. С апреля по июнь 1945 года — заместитель командующего войсками 1-го Белорусского фронта. На этих должностях внёс большой вклад в планирование, подготовку и проведение Львовско-Сандомирской, Висло-Одерской и Берлинской стратегических наступательных операций.
29 мая 1945 года за умелое руководство боевыми действиями войск, личное мужество и отвагу В. Д. Соколовскому присвоено звание Героя Советского Союза.
Был участником подписания безоговорочной капитуляции Гитлеровской Германии от советской стороны в мае 1945.

### Послевоенная деятельность

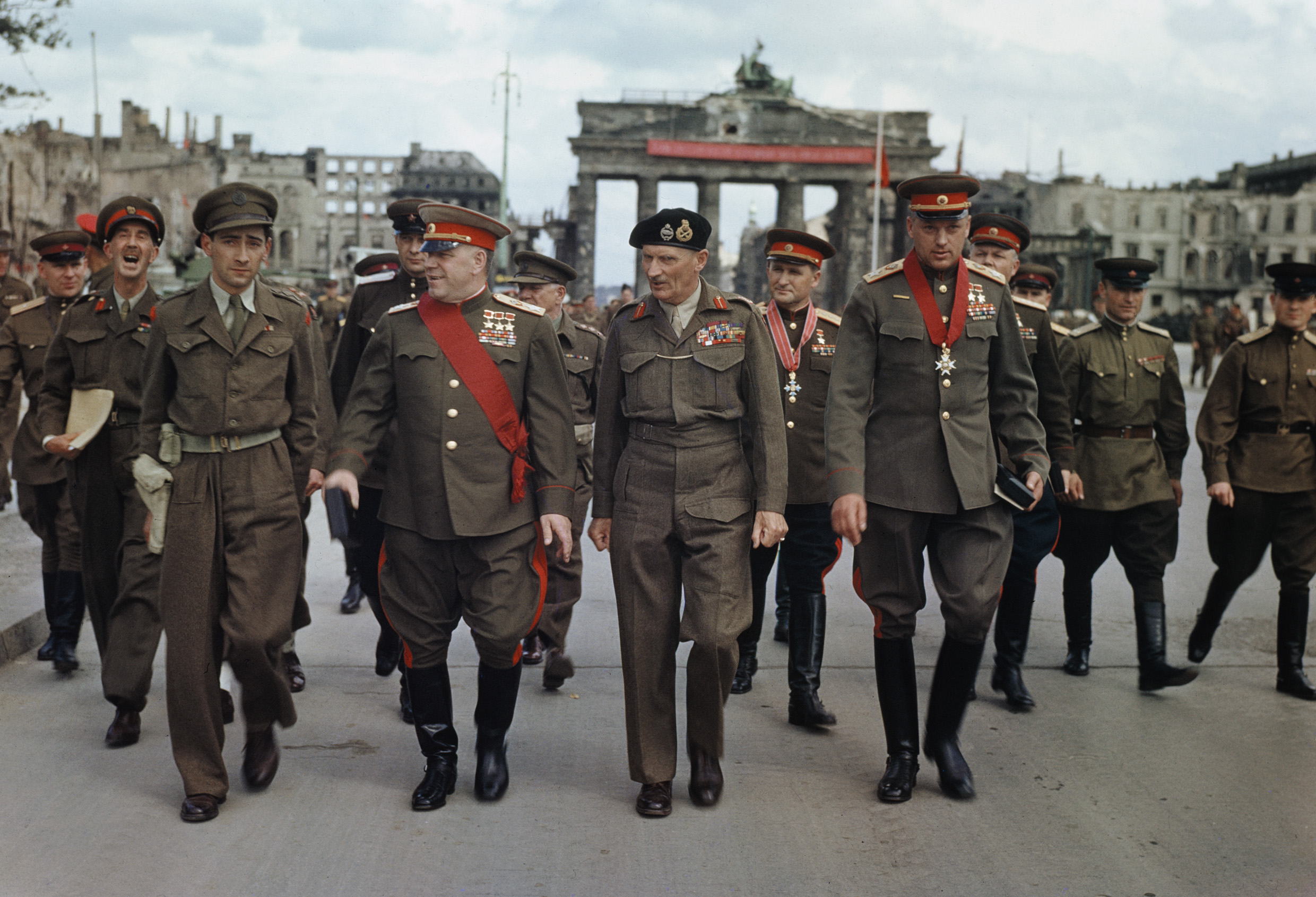
12 июля 1945 года фельдмаршал Монтгомери возложил на В. Д. Соколовского (на заднем плане) крест рыцаря ордена Британской империи военного класса (Берлин, у Бранденбургских ворот)

После войны, с июля 1945 года — первый заместитель главнокомандующего, а с марта 1946 года — главнокомандующий Группой советских оккупационных войск в Германии и главноначальствующий Советской военной администрации в Германии, одновременно — член Контрольного совета в Германии от СССР. Под его руководством была начата и осуществлена блокада Западного Берлина. И. В. Сталин высоко оценил проведение этой акции, наградив В. Д. Соколовского орденом Ленина.
С марта 1949 года — 1-й заместитель министра Вооружённых Сил (с февраля 1950 года — военного министра) СССР.
С июня 1952 по апрель 1960 года — начальник Генерального штаба — 1-й заместитель военного министра (с марта 1953 года — министра обороны) СССР. На этом посту широко использовал глубокие военные знания, огромный боевой и практический опыт командной и штабной работы в обучении и воспитании войск, проводил большую работу по совершенствованию строительства Советских Вооружённых Сил и дальнейшему развитию военной науки.
С весны 1960 года — Генеральный инспектор Группы генеральных инспекторов Министерства обороны СССР.

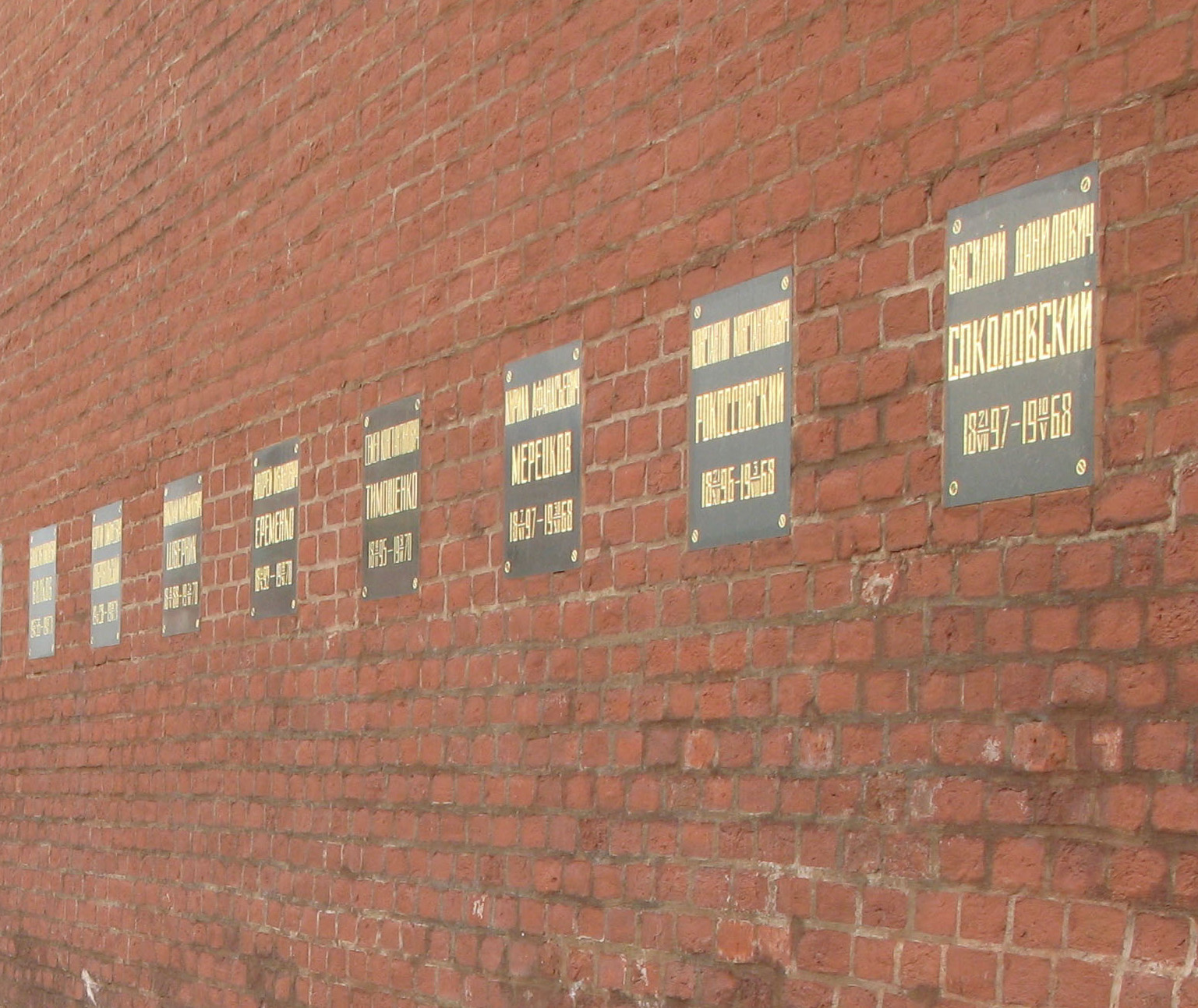
Надгробная плита в Кремлёвской стене

8 мая 1965 года стал Почётным гражданином города Берлина (лишён почётного звания 29 сентября 1992 года).
24 марта 1965 года подписал письмо в Президиум ЦК КПСС о присвоении Москве звания города-героя.
Член ЦК КПСС (1952—1961), кандидат в члены ЦК КПСС с 1961 года.
Депутат Верховного Совета СССР II—VII созывов (1946—1968).
Умер 10 мая 1968 года. Урна с прахом находится в некрополе у Кремлёвской стены на Красной площади в Москве.
Постоянное место жительства до конца жизни: Москва, Хлебный переулок, дом 26. В послевоенные годы он также жил в посёлке воинской славы Трудовая-Северная: согласно постановлению Совета народных комиссаров СССР № 1466 «Об улучшении жилищных условий генералов и офицеров Красной армии» от 21 июня 1945 года местные органы исполнительной власти по распоряжению И. В. Сталина обязывались предоставить военнослужащим участки для индивидуального строительства.

## Воспоминания современников
«Много положительного было в работе …. В. Д. Соколовского. Особенно это касалось разработки планов операций. Он успешно справлялся с обязанностями как начальника штаба фронта, так и командующего войсками фронта. Однако наиболее ярко он проявил себя на штабной работе — в качестве начальника штаба фронта, а после войны — начальника Генерального штаба».
— Маршал Советского Союза А. М. Василевский. Дело всей жизни. Издание второе, дополненное. — М..: Политиздат, 1975. — С. 596.

«Что сказать о Соколовском? Это очень противоречивый человек. Он был очень умен. Я бы сказал, исключительно умен, широко образован. Когда заговоришь с ним по вопросам оперативным, стратегическим, общеполитическим, то этого человека можно заслушаться. Он очень широко брал вопросы, мыслил широко. Я бы сказал, мыслил политически. Стратегически и политически. Словом, это был большой умница, образованнейший командир с огромным опытом. А в роли командующего фронтом у него не получилось. И даже трудно объяснить, почему так вышло. Он проводил одну за другой целый ряд стоящих нам очень тяжелых потерь неудачных операций. И после всех этих неудач он был снят приехавшей из Москвы специальной комиссией Государственного Комитета Обороны».
— Беседа с бывшим начальником штаба Западного и Третьего Белорусского фронтов генерал-полковником А. П. Покровским. Записал К. М. Симонов. Предисловие и публикация Л. Лазарева // «Октябрь». 1990. № 5.
Из доклада Комиссии ГКО Ставки ВГК № М-715 от 11.04.44:

«Командование Западного фронта, вместо изучения недостатков и их устранения, проявляло самодовольство, зазнайство, не вскрывало недостатков, не учитывало ошибок, не учило людей, не воспитывало кадры командиров в духе правдивости. Крупнейшие недостатки и ошибки повторялись во всех операциях. Причиной этого является тот недопустимый факт, что разборы операций, издания итоговых приказов по недостаткам и результатам боевых операций на Западном фронте не практиковались.
Несмотря на то, что одним из крупнейших недостатков при проведении операций была плохая работа артиллерии, этот недостаток не изживался и продолжал повторяться. Артиллерия во всех операциях, проводимых фронтом, не подавляла огневую систему противника и, следовательно, не обеспечивала продвижения пехоты. Командование фронта знало о больших потерях в людях вследствие плохой работы артиллерии, о громадном расходе боеприпасов и, однако, мер к выполнению работы артиллерии не принимало».
— https://ru.wikisource.org/wiki/Доклад_Комиссии_ГКО_№_М-715_от_11.04.44

## В публикациях
Die Welt (Германия): в «битвах за автобан» Красная Армия потеряла 500 тысяч человек.
Йоханнес Альтхаус пишет в немецкой газете «Вельт» об одиннадцати так называемых «битвах за автобан». Речь идет о стратегическом шоссе Москва — Минск. Красная Армия проиграла все битвы, понеся при этом колоссальные потери. Однако генерал-лейтенант Василий Соколовский, по мнению автора, ответственный за эти потери и поражения, сумел сделать военную карьеру.
Война всегда жестока. Ведь её суть состоит в том, чтобы при минимальных собственных потерях причинить максимальный вред противнику и при этом выполнить поставленную задачу. Поэтому в принципе не может дальше выполнять свои обязанности главнокомандующий, который в течение нескольких месяцев без видимого успеха проводит одно наступление за другим, что приводит к потерям, в 15 раз превосходящим потери противника. Но это в принципе. А в сталинском Советском Союзе все было по-другому.
Первая операция — всего их будет одиннадцать — началась на Западном фронте 12 октября 1943 года. Затем с 21 октября было проведено ещё пять наступлений вдоль шоссе, а также пять атак на других участках фронта. Все они остались в памяти немецких войск как «битвы за автобан» (Autobahnschlachten). l

## Воинские звания
- Комдив — 20 ноября 1935 г.[20] ;
- Комкор — 31 декабря 1939 г.[21] ;
- Генерал-лейтенант — 4 июня 1940 г.[22];
- Генерал-полковник — 13 июня 1942 г.[23] ;
- Генерал армии — 27 августа 1943 г.[24] ;
- Маршал Советского Союза — 3 июня 1946 г.

## Награды

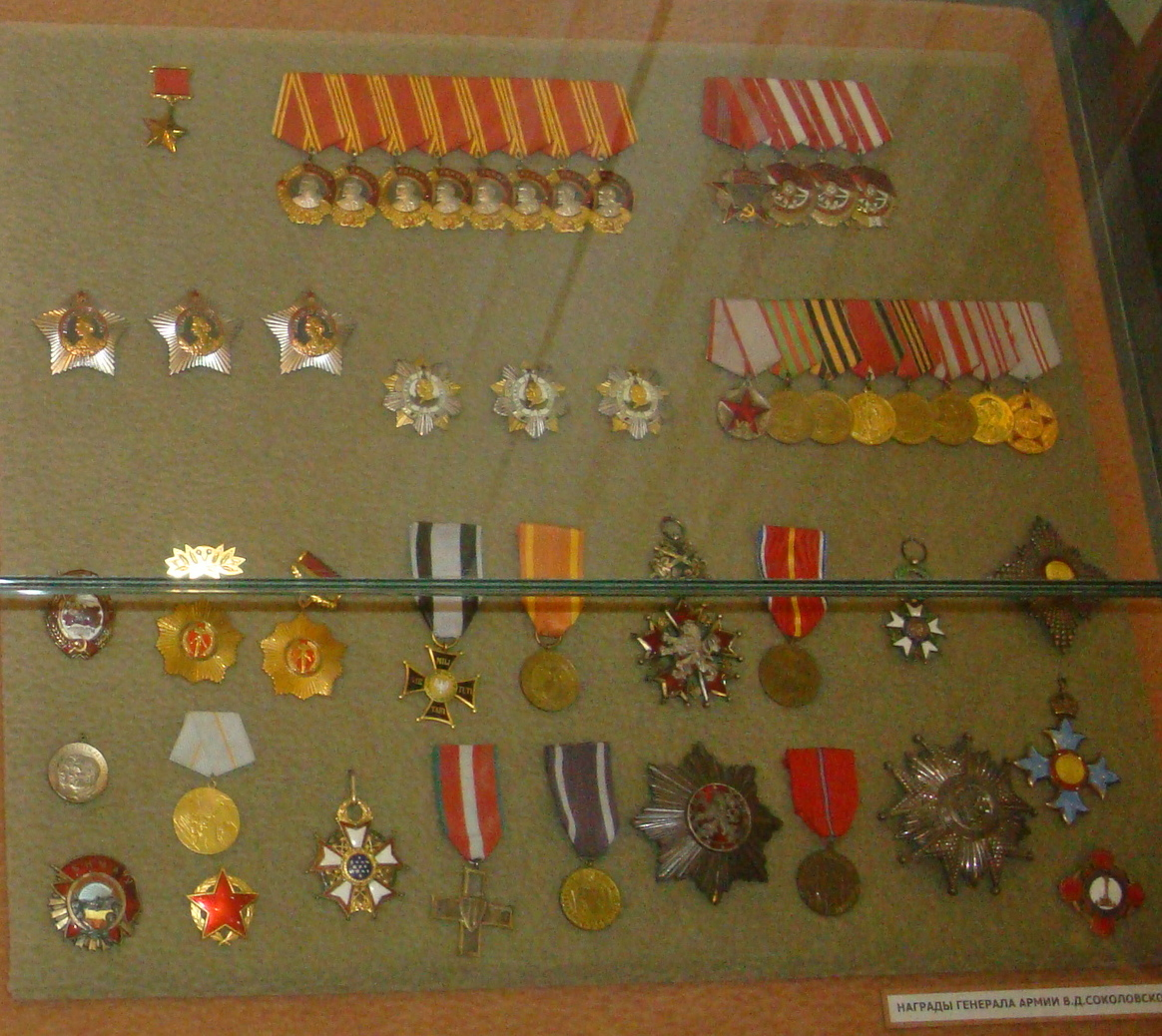
Награды Соколовского в Центральном музее Вооружённых Сил в Москве

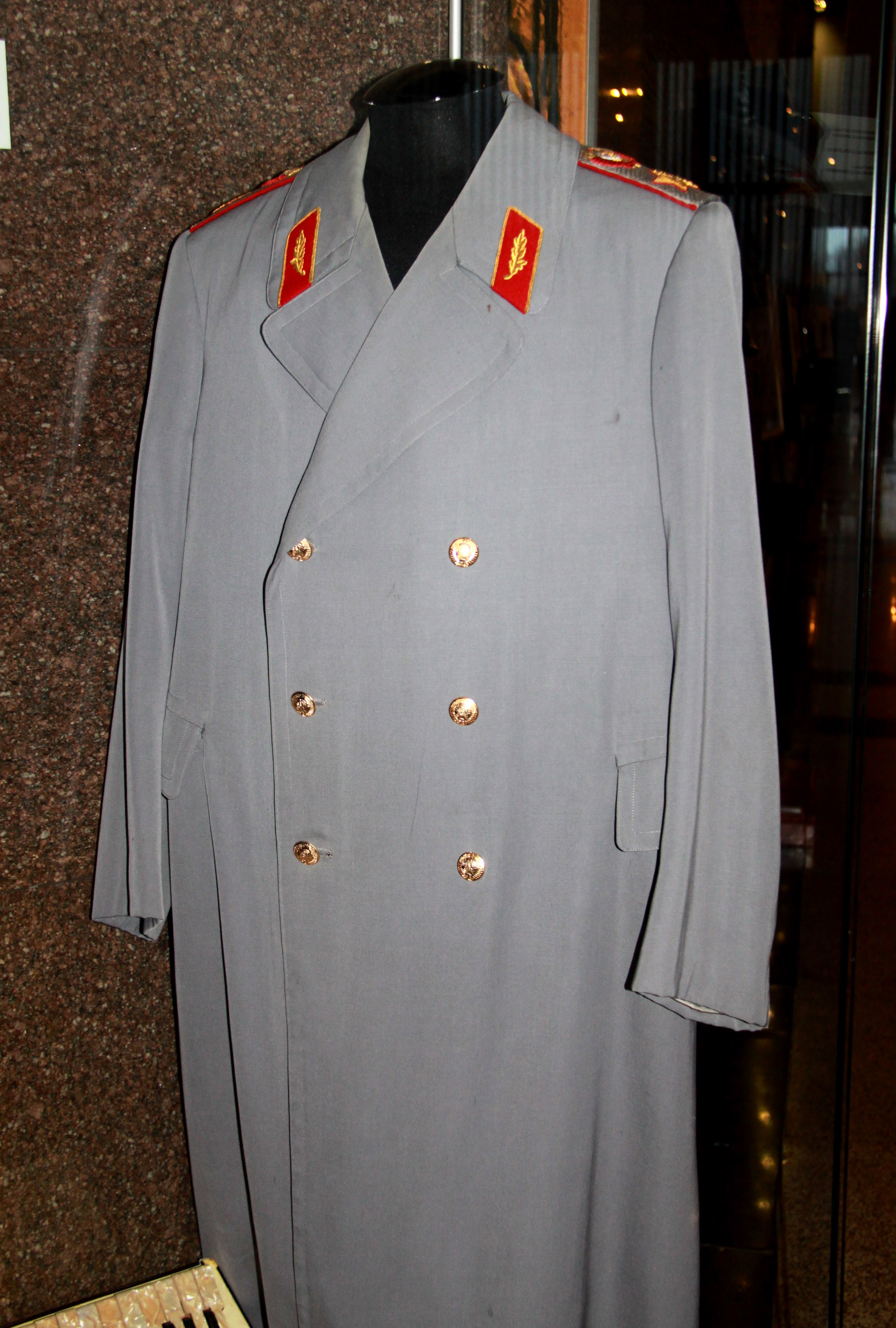
Летнее пальто образца 1943 года В. Д. Соколовского в Центральном музее Великой Отечественной войны

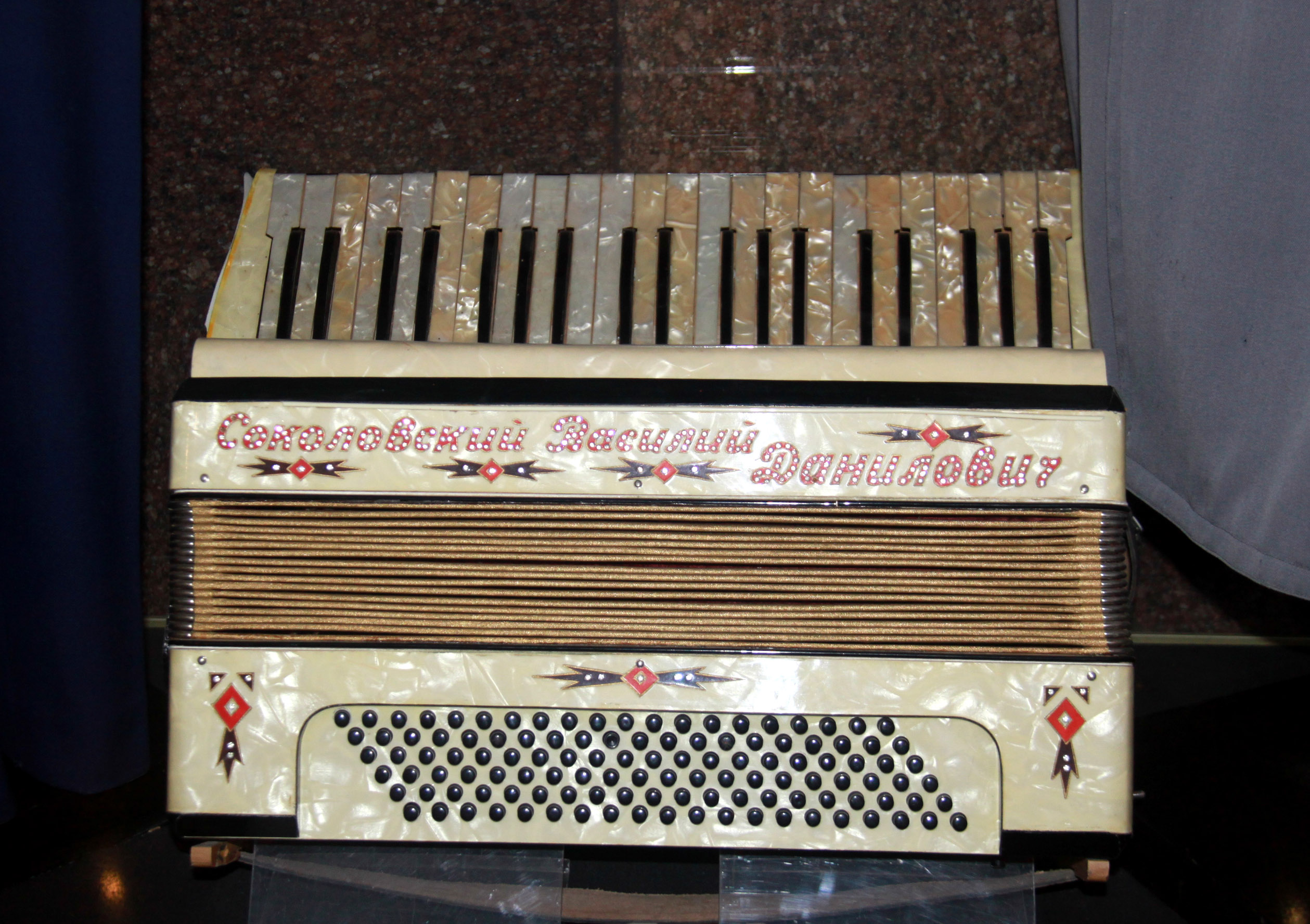
Аккордеон В. Д. Соколовского в Центральном музее Великой Отечественной войны

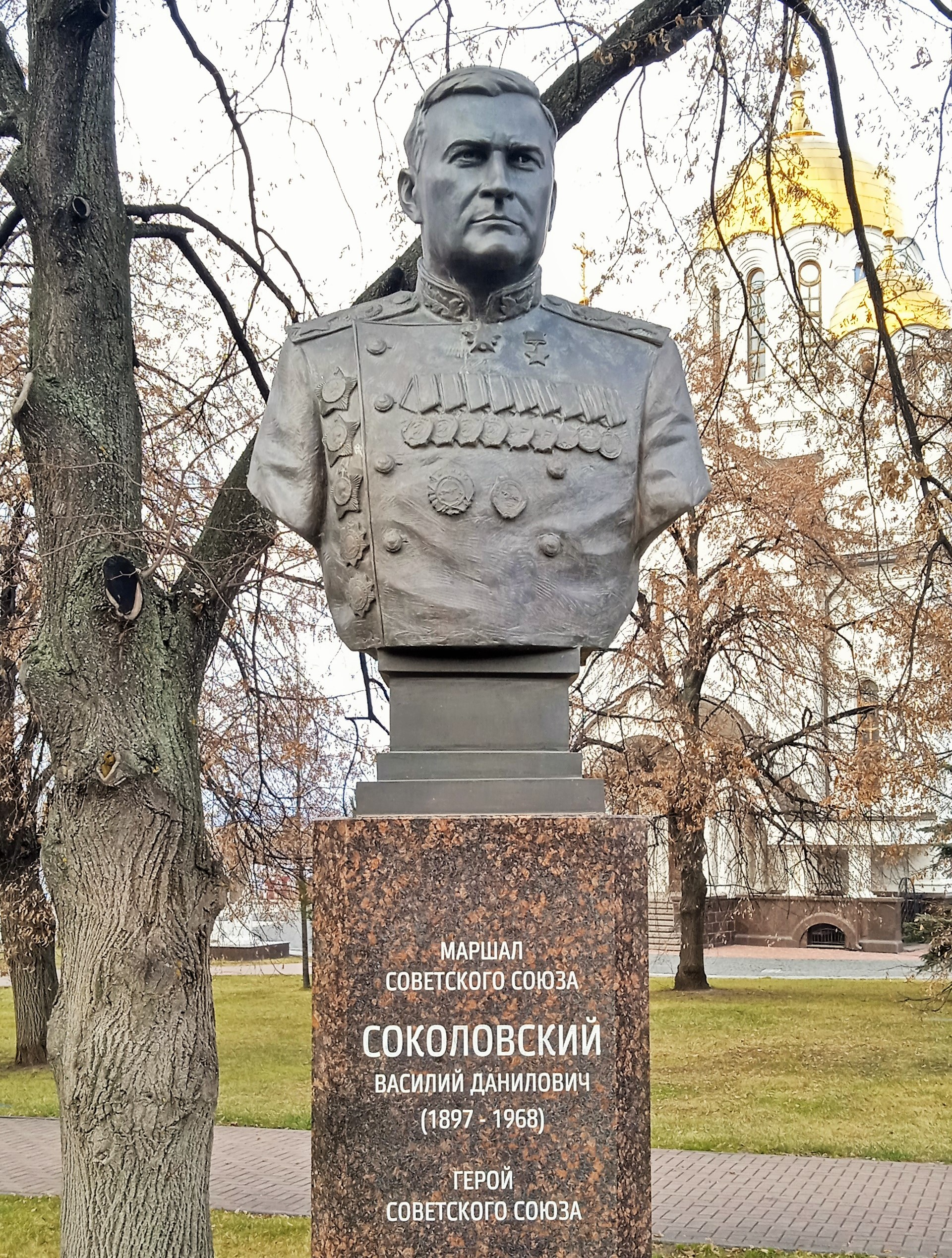
Бюст В. Д. Соколовского на площади Славы в Самаре

Почтовые марки

### Награды СССР
- Медаль «Золотая Звезда» Героя Советского Союза[3] (29.05.1945 — № 6454);
- Восемь орденов Ленина[3] (22.02.1941[25], 02.01.1942[26], 21.02.1945, 29.05.1945, 20.07.1947[27], 24.06.1948, 20.07.1957[28], 20.07.1967[29])
- Орден Октябрьской Революции[3] (22.02.1968);
- Три ордена Красного Знамени[3] (28.02.1928, 3.11.1944, 20.06.1949);
- Три ордена Суворова[3] I степени (09.04.1943, 28.09.1943, 06.04.1945);
- Три ордена Кутузова[3] I степени (27.08.1943, 25.08.1944, 18.12.1956);
- Почётное оружие с золотым изображением Государственного герба СССР — шашка[3] (22.02.1968);
- Медаль «За оборону Москвы» (01.05.1944);
- Медаль «За Победу над Германией в Великой Отечественной войне 1941—1945 гг.» (09.05.1945);
- Медаль «20 лет Победы в Великой Отечественной войне 1941—1945 гг.» (07.05.1965);
- Медаль «20 лет Рабоче-Крестьянской Красной Армии» (22.02.1938);
- Медаль «В память 800-летия Москвы»;
- Медаль «30 лет Советской Армии и Флота» (22.02.1948);
- Медаль «40 лет Вооружённых Сил СССР» (18.12.1957);
- Медаль «50 лет Вооружённых Сил СССР» (26.12.1967).

### Иностранные награды
Маршал В. Д. Соколовский был награждён 22-мя орденами и медалями иностранных государств, в том числе:
- Орден Республики (Тувинская Народная Республика, 31.03.1942);
- Два ордена «За заслуги перед Отечеством» в золоте (ГДР, 1960);
- Золотой орден Партизанской звезды I степени (СФРЮ, 19.06.1956);
- Орден Красного Знамени (МНР);
- Рыцарский крест «Virtuti militari» III степени (ПНР, 4.05.1946);
- Орден «Крест Грюнвальда» III степени (ПНР, 4.05.1946);
- Медаль «За Варшаву 1939—1945» (ПНР);
- Медаль «За Одру, Нису и Балтику» (ПНР);
- Орден Белого льва I степени «За победу» (ЧССР);
- Дукельская памятная медаль (ЧССР);
- Медаль «20 лет Словацкого национального восстания» (ЧССР);
- Золотой орден Словацкого национального восстания (ЧССР);
- Орден «Легион почёта» степени генерала (США);
- Великий офицер ордена Почётного легиона (Франция);
- Почётный Рыцарь-командор ордена Британской империи (Великобритания);
- Золотая медаль «Братство по оружию» I степени (ГДР, 1966);
- Медаль «Борцу против фашизма 1933—1945» (ГДР);
- Медаль «Китайско-советская дружба» (КНР);
- Награды Бельгии, Мексики.

## Сочинения
- Освобождение западных земель Украины.— В кн.; В боях за Львовщину. Львов, 1965.
- Славный боевой путь.— В кн.: От Москвы до Берлина. М., 1966.
- Великая битва под Москвой и её историческое значение. — В кн.: Беспримерный подвиг. М., 1968.
- О советском военном искусстве в битве под Москвой (К 20-летию битвы под Москвой). // Военно-исторический журнал. — 1961. — № 11, 12.

Кроме того, В. Д. Соколовский являлся руководителем авторского коллектива ряда военно-теоретических и военно-исторических трудов, среди которых — «Военная стратегия» (1962) и «Разгром немецко-фашистских войск под Москвой» (1964).

## Семья
Жена Анна Петровна Баженова (1901—1977). У Соколовских родились сын Евгений (1923 г.) и дочь Светлана (1924 г.). Ещё одна дочь умерла в младенчестве.
Сват советских военачальников Захаркина И. Г. и Пронина А. М.

## Память
- Бюсты В. Д. Соколовского установлены в Парке Героев в посёлке воинской славы Трудовая Северная (в городском округе Мытищи Московской области)[6] и в городе Гродно (на ул. Советской).
- Именем Маршала Соколовского названа улица в Москве, а также улицы в Смоленске, Моздоке, Гродно, Горловке.
- Именем Маршала Соколовского в 1968 году было названо Новочеркасское высшее военное командное училище связи[3] (расформировано в 2011 году).
- Мемориальные доски установлены на доме, где он жил (Москва, Хлебный переулок, дом 26) и в Екатеринбурге на здании бывшего штаба Уральского военного округа.
- Судно Министерства рыбного хозяйства.
- Почётный гражданин Смоленска (27 августа 2004 года).
- Почётный гражданин города Берлин (звание присвоено 8 мая 1965 года стал[6] (лишён почётного звания 29 сентября 1992 года).
- Имя В. Д. Соколовского присвоено средней школе № 28 в городе Гродно[31].